# Swifterbant-Kultur
Die Swifterbant-Kultur (niederl. Swifterbantcultuur) ist eine spätmesolithische bzw. frühneolithische Kultur, die in den Feuchtgebieten der Niederlande einschließlich der Regionen zwischen Antwerpen, in Belgien und Niedersachsen zwischen 5000 und 3400 v. Chr. existierte, und Teil des älteren Rhein-Maas-Schelde-Mesolithikums ist.

## Eponymer Fundort
Swifterbant ist ein Ortsteil von Dronten in der Provinz Flevoland. Die Fundplätze wurden von der Universität Groningen ausgegraben.

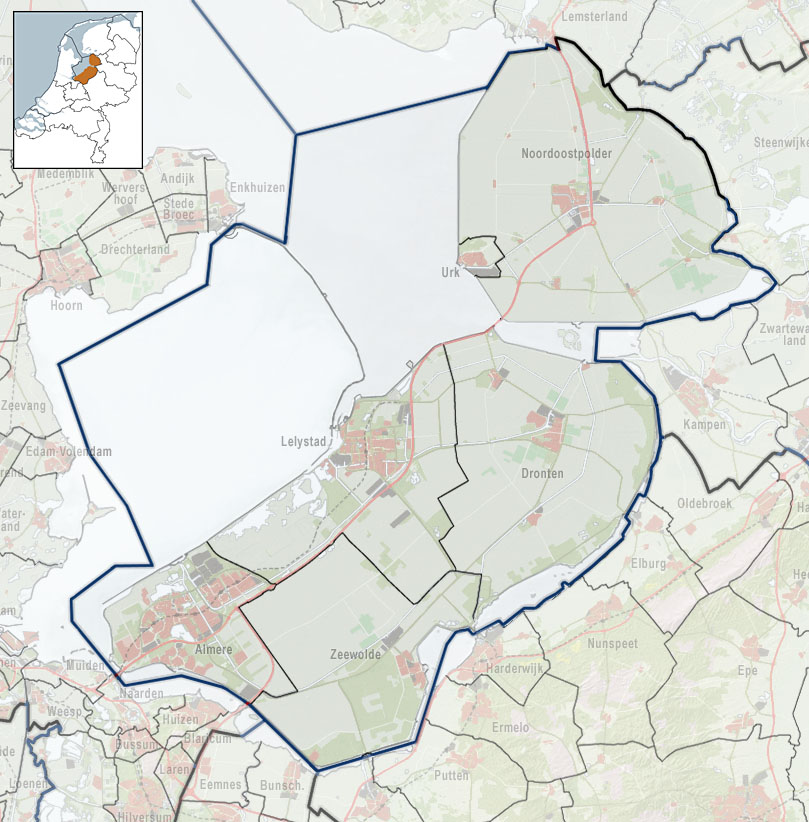
Karte von Swifterbant

## Forschungsgeschichte
Der Polder Oostelijk Flevoland, Provinz Flevoland wurde 1959 endgültig eingedeicht. Bei dem Bau von Gräben wurden zahlreiche Scherben und Silexartefakte gefunden. Ausgrabungen zwischen 1962 und 1979 legten eine vordem überschwemmte frühneolithische Landschaft frei. Die zwischen 4300 und 4000 entstandenen  Siedlungen lagen auf den Uferwällen von Flussläufen und auf den begleitenden Dünen.

## Siedlungen
Die Swifterbant-Kultur ist an mehreren Orten (Bergschenhoek, Brandwijk-Kerkhof, Hazendonk, Kruibeke, Schokkerhaven, Swifterbant) als kleine Wohnplätze auf den Dünen belegt. Die Standorte datieren zwischen 5700 und 4100 v. Chr. und wurden im Sommer in drei Phasen jeweils als kleine saisonale Fischerlager bewohnt.

## Bestattungen
Mindestens zwei kleine Gräberfelder und  In Hardinxveld-Giessendam wurde die Leiche der ältesten Frau in den Niederlanden „Trijntje“ genannt, gefunden.

## Funde
Die spitzbodige Keramik der Swifterbant-Kultur weist deutliche Parallelen zu der dänischen Ertebölle Keramik und der Njemen-Keramik des südöstlichen Ostseeraums auf und kann dem Waldneolithikum zugeordnet werden. Artefakte der materiellen Kultur der Linearbandkeramik wurden von den Swifterbant-Leuten ziemlich früh adaptiert.

## Wirtschaftsweise
Die Forschungen von Cappers und Daan C. M Raemaekers legen nahe, dass Getreideanbau erst um etwa 4300 v. Chr. begann. Die Belege für Getreideanbau der Swifterbant-Kultur umfassen Pollendiagramme mit Getreidepollen und Sichelglanz auf Silexklingen. Makroreste beschränken sich auf Emmer und Nacktgerste. Schlafmohn wurde in Brandwijk-Kerkhof gefunden, wobei seine Verwendung unklar blieb. Beweise für Rinder und Schweine wurden erkannt. Knochen von Hirschen, Wildschweinen, Bibern und Fischottern wurden gefunden.

## Verzögerung der Landwirtschaft
Siedlungen der Linearbandkeramik wurden im Südosten der Niederlande (Limburg) seit 5300 v. Chr. errichtet. In den Swifterbant Siedlungen wurden Kulturpflanzen frühestens seit 4370 v. Chr. gefunden. Das genaue Datum ist derzeit jedoch noch unbekannt. Warum die Swifterbant-Menschen die Errungenschaften der Linearbandkeramik und der folgenden neolithischen Kulturen (Rössen und Michelsberg) nicht adaptierten, ist eine offene Frage. Mögliche Gründe sind:
- 1. Umweltbedingungen (die westlichen Niederlande wurden durch den etwa zu dieser Zeit den Höchststand erreichenden Meeresspiegelanstieg zum Gezeitenareal),
- 2. die Vielzahl von Nahrungsquellen in den Feuchtgebieten machte Landwirtschaft unnötig
- 3. kultureller und ideologischer Widerstand gegen Veränderungen.
- 4. angesichts der wenigen Fundplätze kann eine Forschungslücke das Bild verzerren.

## Nachfolgekulturen
Nachfolger der Swifterbant-Kultur ist die Vlaardingen-Kultur, die ebenfalls im äußersten Westen der Niederlande als semimesolithische Kultur überlebte.